# Walter Eggert
Walter Eggert (ur. 18 lipca 1940 w Ilsenburgu, zm. 2 czerwca 2017) – niemiecki saneczkarz reprezentujący NRD, uczestnik Zimowych Igrzysk Olimpijskich 1964, medalista mistrzostw kraju.
Podczas igrzysk rozgrywanych w 1964 roku wziął udział w konkurencji dwójek, w której wraz z Helmutem Vollprechtem zajął 4. pozycję.
Walter Eggert wywalczył dwa srebrne oraz trzy brązowe medale podczas Mistrzostw Niemieckiej Republiki Demokratycznej.
Jego wnuk – Toni Eggert również został saneczkarzem.